# Soziale Wahrnehmung
Soziale Wahrnehmung ist jenes Teilgebiet der sozialen Kognition, das die Perzeption sozialer Informationen beschreibt, also ihre Filterung, Enkodierung und Interpretation und die Beeinflussung dieser Prozesse durch Artgenossen.
Soziale Wahrnehmung ist die Fähigkeit, aus dem Datenstrom der Reize sozial relevante Perzepte zu konstruieren und ihnen Bedeutung zu geben, um zu einem Verständnis der anderen Individuen, Gruppen, des Selbst und der eigenen Rolle in einer Gruppe zu gelangen. 
Soziale Einflüsse auf die Perzeption werden unterschieden in normative und informative Einflüsse. Normativ sind Einflüsse, die im Wunsch begründet sind, die Regeln, Normen und Tabus einer Gruppe zu beachten. So passten die Teilnehmer am Konformitätsexperiment von Asch ihre Wahrnehmungen immer mehr jenen der Anderen an und behielten diese Überzeugungen bei, selbst als die Anderen nicht mehr anwesend waren. Informativ sind Einflüsse, die im Mangel an eigenem Wissen begründet sind. Die Teilnehmer an Sherifs Experiment mit dem autokinetischen Effekt passten ihre Wahrnehmungen immer mehr jenen der anderen an, da sie selbst über keinerlei Informationen verfügten.
All diese Vorgänge bleiben in aller Regel unbewusst.